# Policejní akademie 3: Znovu ve výcviku
Policejní akademie 3: Znovu ve výcviku je filmová komedie natočená v roce 1986, kterou režíroval Jerry Paris.

## Děj
Stát, ve kterém se Policejní akademie nachází, má v současné době dvě policejní akademie. Jedna je Lassardova akademie, druhá je akademie vedená velitelem Mauserem (známým z předchozího filmu). Jak oznámí guvernér státu při slavnostním předávání diplomů, bylo rozhodnuto o uzavření jedné ze dvou akademií. Nezávislá komise má vyhodnotit školení a rozhodnout, které to bude.
Mauser najme Copelanda a Blankese, aby působili jako jeho informátoři v Lassardově akademii a postarali se o to, aby jeho akademie vyhrála. Snaží se také vcítit do výboru, guvernéra a komisaře Hursta. Lassard se naopak rozhodne požádat o pomoc své nejlepší absolventy, mezi nimiž jsou téměř všechny hlavní postavy prvního filmu.
Paní Facklerová, známá z prvního filmu, se proti vůli svého manžela Douglase dostává mezi nové rekruty. Navíc se zde objevují některé známé postavy z předchozího filmu: majitel obchodu Sweetchuck, bývalý vůdce gangu Zed a Tackleberryho švagr Bud. Přidávají se k nim další dva kadeti: Hedges, bohatý obchodník, Karen Adamsová, atraktivní blondýnka, které se Mahoney dvoří a nakonec se s ním sblíží, a japonský kadet Nogata, který nejprve skončí s Mauserem, jenž ho nechce, a pak ho pošle k Lassardovi. Nogata se během výcviku zamiluje do Callahanové a přeskočí mezi nimi jiskra. Zed je v pokoji se Sweetchuckem a neustále ho terorizuje. Po několika incidentech chce Sweetchuck s výcvikem skončit, ale Tackleberry ho přesvědčí, aby zůstal.
První trénink probíhá mírně. Copeland a Blankes obtěžují kadety. Až na několik výjimek je výkonnost mizivá, což konstatoval i výbor. Oficiální boxerský zápas mezi Budem Kirklandem a zástupcem Mauserovy akademie však končí vítězstvím Lassardovy akademie.
Blankes a Copeland posílají na Mauserovy pokyny nepřipravené kadety do praktického výcviku příliš brzy. Je to opět katastrofa. Procházka pachatelů se stupňuje, Zedův bývalý gang vyděsí starší členku výboru a paní Facklerová postaví policejní auto na střechu během automobilové honičky, do níž se zapojí i dva členové výboru. Copeland a Blankes manipulují s rozkazy k nasazení i s počítačovým systémem v operačním středisku, čímž se odhalují jako sabotéři.
Poslední den praktické výuky přinese rozhodnutí. Kadeti z obou škol doprovodí guvernéra na akci v jachtařském klubu. Hedges je na místě jako Lassardův zástupce a dokáže Mahoneyho včas upozornit, když vidí přípravy na loupež. Mauserovi kadeti však ztratí nervy, když dojde k loupeži a zločinci unesou guvernéra. Mahoney se svými kolegy a kadety na Lassardův rozkaz přispěchá na pomoc. Po honičce se jim podaří guvernéra zachránit a Lassardova akademie s jeho osobní podporou soutěž vyhraje.

## O filmu
Základní rys většiny filmů Policejní akademie, že hlavní hrdinové zpočátku zažívají mnoho neúspěchů, ale díky odvážným činům vše změní, se objevuje i zde. Stejně jako v prvním filmu, i zde jsou to policejní kadeti, kteří na začátku zcela selhávají ve svém výcviku. Známé postavy z prvních dvou filmů jsou zde převzaty jako instruktoři. V podobné podobě je tento koncept použit i ve čtvrtém filmu. Třetí a čtvrtý film se měly natáčet po sobě, ale protože režisér Jerry Paris zemřel, došlo ke zpoždění.
Postavy představené ve druhém filmu pokračují. Rodina Kirklandových, Zed, Sweetchuck a Proctor jsou zakotveni jako stálé postavy a někteří z nich pokračují i v šestém filmu. Díky tomu se zde objevuje 19 z celkem 24 opakujících se postav - tak vysoký počet má opět jen čtvrtý film.
Film obsahuje některé paralely s prvním filmem. Callahanová si opět začne románek s kadetem. Skutečnost, že Mahoney osloví atraktivní kadetku, existovala již v prvním filmu.
Přímou narážkou na první film je, že Douglas Fackler se snaží zabránit své ženě v kariéře u policie a pak se celou cestu na akademii veze na kapotě. V prvním filmu byly téměř totožné scény, jen paní Facklerová ležela na střeše a Douglas řídil auto.
Dalším pokračováním je znovuobjevení baru Modrá ústřice.
Tento film obsahuje několik scén s důrazem na problematiku diskriminace a rovnosti pohlaví. Douglas Fackler se například snaží přesvědčit svou ženu, že práce u policie je nebezpečná a její místo jako manželky je doma, ale to ji nezastaví. Hedges se k Afroameričanovi Mosesovi Hightowerovi po jeho příchodu chová jako k nosiči. Ten mu okamžitě nařídí, aby šel do své skříňky

## Obsazení

### Hlavní postavy
| George Gaynes      | velitel Eric Lassard |
| Art Metrano        | kapitán Mauser       |
| Steve Guttenberg   | Carey Mahoney        |
| Michael Winslow    | Larvell Jones        |
| Bubba Smith        | Moses Hightower      |
| David Graf         | Eugene Tackleberry   |
| Marion Ramsey      | Laverne Hooksová     |
| Leslie Easterbrook | Debbie Callahan      |
| Tim Kazurinsky     | Sweetchuck           |
| Bobcat Goldthwait  | Zed                  |

### Vedlejší postavy
| Shawn Weatherly       | Karen Adams              |
| Brant van Hoffman     | Kyle Banks               |
| Scott Thomson         | Copeland                 |
| Ed Nelson             | Neilson                  |
| Bruce Mahler          | Douglas Fackler          |
| Debralee Scott        | paní Facklerová          |
| Lance Kinsey          | Proctor                  |
| Brian Tochi           | Nogata                   |
| David James Elliott   | kadet Mauserovy akademie |
| Andrew Paris          | pan Kirkland (mladší)    |
| Arthur Batanides      | pan Kirkland (starší)    |
| George R. Robertson   | Hurst                    |
| David Huband          | kadet Hedges             |
| Georgina Spelvin      |                          |
| R. Christopher Thomas | 1. kadet Baxter          |
| David Elliott         | 2. kadet Baxter          |
| Jack Greley           | pan Bellows              |
| Rita Tockett          | paní Tylerová            |
| Chas Lawther          | pan Delaney              |
| Lyn Jackson           | paní Clicková            |
| Mary Ann Goles        | paní Hurstová            |
| Sam Stone             | taxikář                  |
| Grant Cowan           |                          |
| Bruce Pirie           |                          |
| Doug Lennox           |                          |
| Teddy Abner           | Tommy                    |
| Susan Deryck          | basketbalistka           |
| Marcia Watkins        | Sarah                    |
| Pam Hyatt             | matky Sarah              |
| Fran Gebhard          |                          |
| Les Nirenberg         |                          |
| Gloria Summers        |                          |
| Fred Livingstone      |                          |
| Gladys O'Connor       |                          |
| Elias Zarou           | hotelový manažer         |
| Gary Flanagan         | barman                   |
| Pierre Berube         | chlápek na kole          |
| Peter Colvey          | 1. člen gangu            |
| Alex Pauljuk          | 2. člen gangu            |
| Anton Tyukodi         | zloděj peněženky         |